# 순람표
순람표(順覽表) 또는 룩업 테이블(lookup table)은 컴퓨터 과학에서 일반적으로 배열이나 연관 배열로 된 데이터 구조로, 런타임 계산을 더 단순한 배열 색인화 과정으로 대체하는 데 자주 쓰인다. 처리 시간의 절약은 중요할 수 있는데, 이는 메모리로부터 값을 받아오는 것이 더 일이 많이 드는 계산이나 입출력 기능을 거치는 것보다 더 빠르기 때문이다. 테이블들은 정적인 프로그램 저장소에 미리 계산되어 저장하거나, 프로그램 초기화 단계(메모이제이션)의 일부로 계산(프리페치)할 수도 있다. 룩업 테이블은 배열에 위치한 일련의 (올바르거나 올바르지 않은) 값 항목들을 일치시키면서 입력값이 유효한지 확인하는 데 널리 쓰이기도 하며, 프로그래밍 언어에서는 포인터 함수를 포함(또는 레이블로 오프셋)하여 일치하는 입력을 처리할 수 있다.

## 역사
순람표는 컴퓨터 스프레드시트에 구현된 최초의 기능들 가운데 하나였으며 초기 20개 함수 가운데 LOOKUP 함수를 포함하여 VisiCalc(1979년)의 초기 버전에서 비롯되었다. 이것이 마이크로소프트 엑셀과 같은 차기 스프레드시트에 도입되었으며 수직 또는 수평 방향으로 표 순람을 단순케 하기 위한 특수한 VLOOKUP 및 HLOOKUP 함수로 보충되었다. 마이크로소프트 엑셀에서 XLOOKUP 함수는 2019년 8월 28일을 기점으로 출시되었다.

## 같이 보기
- 메모이제이션